# 风暴 (2013年电影)
《风暴》（英語：Firestorm）是一部於2013年上映的香港警匪動作片，由袁锦麟编剧及执导，錢嘉樂任動作設計，刘德华联合投资、監製兼主演，安乐影片、映艺娱乐及银都机构等公司联合出品，江志强和刘德华擔任出品人与监制，其他主演包括林家栋、姚晨、胡军和吕良伟。
電影取景自多個香港島地方，2012年10月31日至2013年2月期間拍攝，后期轉製为3D电影，成为香港首部3D警匪片。本片被选为第56届亚太影展的开幕电影，中国大陆、香港和臺湾分别于2013年12月12日、19日及31日公映。全球票房超過4億港幣。《風暴》獲得大多好評，尤其是動作場面和人性刻畫。在第33屆香港電影金像獎獲得四項提名，包括最佳剪輯、最佳動作設計、最佳視覺效果和新晉導演。

## 剧情
混混陶成邦与警官吕明哲曾是中学同班同学，也是柔道好手。陶成邦因打劫而坐牢最近刚出狱，与相恋多年的女友燕冰重逢。一次警方获取线索，得知一伙匪徒将劫持运钞车，于是高级督察吕明哲率领手下人马负责四辆运钞车的安保并对付罪犯，戴着面具的曹楠出手与警对抗还枪杀了一名位于现场的女私家车主，而吕明哲则因被陶成邦开车撞击而受伤并让匪徒逃脱。
由于吕与曹楠多次交手对其比较熟悉，所以他认定戴面具的大佬是曹楠，警方透过路口的監視攝影调查劫匪的行踪，吕让手下搜集有关可指证曹楠的監視器影片却无收获。事后陶被当作罪犯同伙带至警局接受调查，面对吕的质问，陶否认自己是劫匪成员并辩称撞车是一次意外事件。女友燕冰还带了一名律师去保释陶，无奈之下吕只得将陶释放，并派人秘密跟踪陶。陶出来后燕冰要他到一家酒楼做厨师工作。
后来警方接到报警电话发现劫匪一成员大飞因在抢劫现场露脸而被杀灭口，劫匪逃跑时乘坐的车也被烧毁。警方后来根据監視器影片依据纹身发现一团伙成员周龙的行踪，吕于是带人马到周龙所藏之处，而此时曹楠与陶成邦等劫匪成员正在此屋策划着另一宗打劫珠宝的计划。警觉的曹首先对外面展开火力攻击，双方人马于是在楼道内进行火拼。曹与另外几人成功逃脱，而周龙则被吕逮捕，吕也碰到了戴着面巾的陶并与之展开搏斗，双方多次较量不分胜负陶最终再次逃脱。周龙被带至警局后，吕打算以之作为污点证人来控告曹楠，遂带人去曹楠住处，此时曹告诫吕要“奉公守法”，即没有证据不能随便抓人。而就在曹楠打了一个电话后吕得知消息后就带手下离开了，原来周龙在警局接了一个电话后就吞掉物证并跳楼自杀。
唐强是吕明哲的一名线人，他有一个10岁患自闭症的女儿婉嬈，吕明哲还是娆娆的干爹。由于唐强认识曹楠的同伙阿豹，吕为了追捕曹楠准备从阿豹身上入手。不久阿豹找唐强帮忙干一次抢劫运钞车的行动，吕认为曹楠还是此次事件的大佬。吕将一个能定位的手机交给唐，准备在劫匪采取行动后实施抓捕。在抢劫现场燕冰发现了陶并欲阻止其犯罪，而行动中一直隐蔽着的劫匪老大发现了警察，突然宣布行动中止。唐强的手机被匪徒测出信号因此被认定为内鬼，唐逃脱虎口后马上赶回家，并透过路上的監視攝影让警察赶至其家，唐回家后把女儿藏了起来，不久后一众劫匪就来到他家采取了报复行动。吕等赶到后发现先期赶来的两名警察已死亡，唐不仅头部中枪遇害，女儿也被扔下楼造成重伤，在驶往医院的路上婉嬈不幸离世。面对线人父女之死，吕与警长非常悲痛和气愤，吕也认定曹楠是杀害两人的凶手。这时吕得到情报获知曹楠正独自驾车赴机场，于是他与警长两人先后开车去追击曹楠。面对吕的质问，曹否认女孩之死与自己有关。为了救吕，稍后赶到的警长开车将曹楠撞伤，受伤的曹后来被送到医院接受重症治疗，而警方此时掌握了曹楠是杀害线人父女的证据（血液和衣物纤维）并计划起诉之。此时一场强台风即将登陆香港。
燕冰之弟弟（古惑仔羅志傑）向吕寄送了一个里面装有吕嫁祸曹楠罪证的影片的信件，并向其勒索50万元。原来吕将婉娆的血抹到了曹楠身上，并将曹楠衣服上的纤维弄到了婉娆的指甲裏，吕为了抓捕曹楠而制造伪证的过程被安装在车门上的监控拍了下来。这个要挟让吕不知所措，然而就在此时对方因吸毒导致哮喘病发作并身亡，吕于是将相关证据全部带走。
在一个下雨的晚上，燕冰告之陶她已怀孕两个月而孩子是别人的。她表示要与死不悔改的陶彻底分手，因为她不能容忍对方一直在犯罪的道路上走下去。陶一方面对她怀上别人的孩子感到愤怒，一方面又不能接受分手的要求，并谎称自己之前一直在当警方的卧底。之后陶主动找吕，告之上次行动和唐强父女的死与曹楠无关，是刚出狱的啪哥带人干的；还提出他愿意帮吕抓捕啪哥等人，条件是让吕告诉燕冰自己一直是警方的卧底。吕同意了他的条件，不过却已下定决心要不留活口一举歼灭啪哥等人。
啪哥、陶成邦、阿豹、高飞等共七人携带重型武器打劫运钞车，而此次行动实质是警察设下的圈套，吕与警长决心消灭包括陶成邦在内的所有匪徒。警方安排大量警察和冲锋队成员包围匪徒，双方因此在中环展开激烈火拼，造成不少无辜民众和警员的死伤。而陶此时预感到吕等一眾警察將會大开杀戒，自己性命將难以保全，他躲进一个车里用手机与吕联系，要其为之安排一辆可逃走的车，吕告之不要在现场投降。经过一段激烈火拼后有四名匪徒被打死，只剩下啪哥、陶和一名不愿被击毙的年轻劫匪共三人躲在一辆巴士裏，面对警方的包围，啪哥欲与警方同归于尽，并将炸药包扔在了附近的煤气管道上，拒绝投降的啪哥最后被那名年轻劫匪射杀，吕也枪杀了投降的年轻劫匪。最终煤气管道被炸造成现场大规模爆炸和大规模地陷。尽管吕没有射杀逃亡中的陶，但陶却被一辆货车意外撞死，该过程透过电视现场直播被燕冰所亲眼目睹。
事后，燕冰收到了吕明哲送来的传真，告之陶是一名为警察做事的卧底。而吕由于在此次行动中涉嫌犯错也接受羈押和警方内部调查。吕在接受调查时问台风是否已经过去，在得到肯定的答复后，其脸上露出了一丝微笑。

## 角色

### 警隊
| 演員   | 角色     | 備註 |
| 刘德华 | 呂明哲   | 港島總區重案組高级督察，与陶是中学同学，柔道功夫好，痛恨罪犯、正义感很强的警官                                                          |
| 黄德斌 | 趙建國   | 港島總區重案組警长 呂明哲之副手 於尾段中環之戰中被傻豹殺害                                                                              |
| 姜皓文 | 唐强     | 吕明哲之线人，後替其當臥底 於獄中與傻豹认识，後被其招攬 唐婉嬈之父 於打劫戒款員的行動中被啪哥揭穿其臥底身份，後到其家中將其和其女兒殺害 |
| 施祖男 | 司徒一鸣 | 见习督察 PI11637 呂明哲之下屬 |
| 李敏   | 阿Q      | 刑事情報科女警 呂明哲下屬 |
| 王敏德 | 蔡警司   | 港島總區助理指揮官（刑事），吕明哲上司                                                                                                  |
| 黄智贤 |          | 特別任務連指挥官 |
| 張國強 | 周sir    | 刑事情報科E組（技術支援組）總督察 |

### 悍匪
| 演員   | 角色   | 備註 |
| 林家栋 | 陶成邦 | 因多次打劫而坐牢的罪犯，当过厨师，与吕是中学同学，柔道功夫好 結局被貨車意外撞死 |
| 胡军   | 曹楠   | 初期的悍匪老大 譚柏麟之好兄弟 以前在中國大陆当过兵，表面是商人，被吕明哲抓了5次，其中两次起诉成功、一次证人失忆、一次证人被车撞死 中段在周龍死後萌生退意，離開香港時被呂明哲插贜嫁禍偽造證據而被捕 |
| 吕良伟 | 谭柏麟 | 啪哥 悍匪老大 曹楠之好兄弟 刚出狱，报复性极强 於尾段中環槍戰中拒絕投降，因而被打算投降的狄偉殺害                                                                                                   |
| 唐文龍 | 阿豹   | 傻豹 悍匪頭目 曹楠和啪哥之得力副手 於尾段中環槍戰中身中數十槍陣亡 |
| 洪天照 | 狄偉   | 悍匪 於尾段中環槍戰中打算投降，並殺害欲阻止其的啪哥，卻在下車棄械投降後仍被呂明哲槍殺 |
| 尹子維 | 高飞   | 悍匪 軍械專家 於尾段中環槍戰落了單，被擊傷並圍到死角處，因而打算投降，卻在棄械投降後仍被呂明哲槍殺                                                                                                 |
| 徐偉棟 | 布魯圖 | 悍匪 於尾段中環槍戰中受重傷，因而犧牲自己自爆成功炸傷呂明哲和多名警員 |
| 陈保元 | 周龙   | 盲龙 悍匪 在舊樓開會後撤退時與呂明哲對上並被其制服逮捕，後得曹楠確保其妻女平安後在警署跳窗自杀身亡                                                                                                 |
| 叶山豪 | 大飞   | 悍匪，客串 因在片頭的抢劫行動中露了脸而后被曹楠所灭口 |

### 其他角色
| 演員   | 角色           | 備註 |
| 姚晨   | 罗燕冰         | 陶成邦的女友，来自中國大陆（內地），在酒樓工作，对男友又爱又恨                                                                                 |
| 陈沛妍 | 婉娆           | 唐强10岁之女，患有严重的自闭症，吕明哲为其契爸                                                                                                 |
| 梁烈唯 | 罗志傑         | 燕冰之弟，古惑仔，有毒瘾和哮喘病，最後死于吸毒引起的哮喘发作，他的死在港版与大陆版裏有所区别，港版裏吕拿走了药，傑哀求之，吕坚持关门导致其身亡 |
| 王君馨 | 女受害人       | 客串 |
| 黃智雯 | 女酒樓侍應     | 客串 |
| 林盛斌 | 執業大律師     | 客串 |
| 卢海鹏 | 米其林酒楼老板 | 客串，燕冰求他为陶成邦找了一份厨师工作，但似乎與燕冰有不正常的關係                                                                             |
| 张兆辉 | 货车司机       | 客串，意外撞死了陶成邦 |
| 王祖蓝 | 二級懲教助理   | 客串 |
| 冼色麗 | 私家车司机     | 客串，初段在抢劫现场被曹楠所杀 |
| 徐家傑 | 朱彦铭         | 談判專家 |
| 周子揚 | David          | |

## 製作

### 创作
《风暴》的缘起是於2012年上映的香港电影《寒战》，安乐电影公司当时在拍攝《寒战》时，江志强邀请刘德华客串，刘随即答应帮忙，期间两人订下约定：「下部戏刘德华不仅要做主演，还要与江志强一起投资做监制。」后来江志强讀到编剧袁锦麟创作的《风暴》剧本後，认为它具备新创意，是个很好的警匪题材，于是推荐予刘德华，两人於是开始了合作。江志强称刘德华在“剧本方面帮了很大的忙”。导演袁锦麟表示，電影先有英文名稱“Lost And Found”（失落与救赎，分别对应吕明哲与陶成邦这两个角色）后，才构思出中文名稱《风暴》，“其实整个故事讲的就是失落与救赎。”

### 角色
在刘德华与袁锦麟眼里，刘饰演的警队精英“吕明哲”被视作类型片角色的一次突破。袁锦麟认为吕明哲“是一团火，随时爆炸，这团火就差一个引爆点，结果一引爆起来就一发不可收拾。”刘德华对于饰演这样一个暴躁而压抑的警官角色，将原因总结为吕明哲“纠缠在这种‘抓到，罚不到’的循环裏”，结果在人性的冲突与矛盾中将善恶集于一身。吕良伟表示他在《风暴》裏的角色应该叫‘城市克星’，因为是他把灾难带给了香港，“我敢说绝对是一个纪录，因为电影里我在中环足足打了30分钟，平均每一两秒就打了一颗子弹出去，所以保守估计应该开了上千枪，所以能把中环天翻地覆全在我这个‘战争制造者’！”。林家栋为《风暴》专程去学了三个月的柔道，因为刘德华要他减肥，他就从原来的150多磅减到现在这样，还用了三周不停地训练肌肉和体能。刘德华本人亲自为片中角色进行国语配音，成为他自《桃姐》后再献国语原声的新作。

### 拍攝
《風暴》於2012年10月31日在香港开始拍攝，於2013年2月1日拍摄完毕。取景地方包括香港島的中環、上環、北角、香港禮賓府和香港動植物公園等地。为了拍摄枪战场面，剧组申请了逾100支各类型的枪械、先后动用了近20,000颗道具子弹、上百辆用于拖吊、撞击及爆破的汽车，以及数十套特別任務連人員的個人裝備道具，同时还封闭了香港市区多条行车线以方便拍摄，其中为完成重头戏“中环大战”，剧组拍摄了20日才完成。刘德华表示这是他的第146部參與演出电影，他坚持亲自完成大量高难度动作戏，堪称从影以来最危险和投入的一次。江志强与刘德华透露，为了打造出一部精彩的警匪大片，超支作出了两项的壮举：「一是搭建出与中环毕打街呈1:1比例的外景，二是将全片专制为三維技术，每个环节都花了千万港元。」負責特效製作是叁飛工場，《風暴》全片多個地點都有大型爆破及動作場面，涉及近八百個特技鏡頭，其中佔領中環槍戰及大爆炸就佔了四百多個鏡頭。

## 发行
2013年9月23日，刘德华与江志强出席在北京举行的“华语电影新风暴”高峰对话活动，发布了影片的先导海报及3D版先导预告片，两位老板宣布该片将于2013年12月贺岁档公映。同年10月27日下午主创出席在北京举办的《风暴》“点将台”发布会，宣布中国大陆于12月12日上映，导演袁锦麟表示影片之所以信心十足地登场贺岁档，是因其“以警匪片为类型基础，战争片为场面看点，灾难片为主题，并充满人性善恶的拷问”。同年11月19日晚刘德华、林家栋、吕良伟和王敏德出席在北京三里屯太古里举办的“《风暴》·城市战争”预告片发布会。片方自12月2日起在中国36座城市展开一轮代号为“风暴攻城”的超前点映活动，创造点映城市数量记录。12月8日晚在北京举行电影首映礼。

### 评价
影评人“宋子文的茶书馆”写道：“连番的轰天对战不仅提升了影迷们对其动作元素的期待值，更是借着3D画面将传统华语警匪片的制作等级提升至一个全新的高度。不仅让观众们在大银幕上看到了与过去大相径庭的香港街市景观，更在几场重头的街头大战中让人们体验到了身临其境般的危机氛围，彷如在枪林弹雨与连环爆炸中闪转腾挪。以往华语电影从未在警匪片中动用这么庞大的公共资源，被轮番炸烂的中环广场，被整层掀掉的楼宇，上百人的街头热战，轻重火力全开。这些震撼人心的画面在调度、组合、衔接等多方面都值得称道，视野够宽泛，格局也放得开，已经足可与同类型好莱坞大片比头论足。刘德华与线人父女间的情感很悲怆，从半亲情的关系开始延展直至诀别，让人心生怜悯。而姚晨与林家栋的爱情关系则有着由浅至深的蜕变，相互的牺牲相互的牵绊则更令人动容。这两条情感线，是决定整个影片故事走向的灵魂构架，力求温暖，与贯穿始终的惨烈杀戮形成了鲜明的反差，更加凸显了生命之可贵与爱的伟大作用。身为编剧、导演的袁锦麟有在戏剧中构建人性矛盾的企图，让观众们借着影片故事这充满变数的暴虐发展反思其间的人性蜕变。”
记者李星文认为：“《风暴》在华语片中找不到精确的类同体，以枪战的火爆和惨烈来说似乎跟《逆战》有些相似，但其炸塌中环的大场面还是与好莱坞大片更接轨。更重要的是，《风暴》没有忽略文戏，比《逆战》细腻得多。开场第一战，抢匪展示了火力，也凸显了智商，完胜。中间是文斗加武斗，抢匪闲庭信步，警方损兵折将，又是抢匪胜。终极一战，警察势若疯魔，黑白难分，抢匪破釜沉舟，不做全身而退之想，这才引爆了华语电影史上消耗子弹最多、报废汽车最多、炸毁面积最大一战。这是香港警匪片中最舍得毁东西的一个，也是在特效制作上最“高大上（高端，大气，上档次）”的一次。如果说《狄仁杰之神都龙王》确立了古装武侠3D的新标准，《风暴》就是开创了警匪枪战3D的新局面。”
影评人“丑鱼尼莫”表示：“《风暴》中三组风暴三线齐发，自始至终牢牢锁定观众眼球。“风暴”一是对自然台风的简单描述，开篇收尾均有涉及，简单恰当的“自然风暴”在片中很好地起到了铺垫与呼应的作用；“风暴”二则是对警匪之间的正邪之战给予了详尽还原。三分钟一小战，十分钟一大战，直至最后近三十分钟的轰天之战，终极对决，“黑白风暴”贯穿全场；“风暴”三乃是对警察、匪徒个体的心魔入微刻画，即“人性风暴”。刘德华饰演的警察，林家栋出演的匪徒，成为这场人性风暴的两大主角。在对三组风暴线的铺陈与着墨上，做到了主次分明。影片很好地拿捏住了矛盾点的轻重缓解，张弛有度地营造出一个个高潮。以自然风暴为引子，以黑白风暴为主线，以人性风暴为落点，360度无死角地全景式演绎了天、人、人性的风暴之战。而且在表现手法上更达到了以静制动，以动衬静，动静相宜的完美效果。《风暴》大大提升了港产警匪片的标准，成为前无古人，之后的很长一段时间里也恐难再有来者的标杆之作。”
影评人“木雕禅师”：“《风暴》是香港警匪动作片里比较独特的一部，动作火爆直逼《黑暗骑士》，枪战火爆至极，似乎将香港所有枪战片的军火都搬了进来，场面绝对是香港警匪动作片里面的翘楚，即便放到好莱坞，也是A级制作。此片虽然有香港式的细节表述风格，却在剧情上更貌似好莱坞的作风，城市战争的视觉奇观、人性善恶的考量也震撼人心。暴躁而压抑的警官角色在香港电影中很常见，但基本上都是正邪对立分明，然而刘德华出演的吕明哲，在人性的冲突与矛盾中将善恶合于一身，过火的抗压制暴手段不管是不是适合纪律部队，但是反思的却非常有人性，演绎的非常成功。而作为刘德华多年来一直默默陪伴的好“基”友林家栋，首次有了大银幕上十分立体的角色，同样的双重困局也在他饰演的出狱同学陶成邦身上，并在结尾时他的角色带来救赎味道。”
许多观众和影评人普遍认为刘德华在片中「越演越坏」，“是他从影以来在角色上的又一大突破”，《都市时报》记者称：“刘德华的亦正亦邪表演越来越得心应手，善恶一念之间，瞬间天堂地狱”。影评人“大瘦瘦”认为“吕明哲的纠结不亚于《无间道》中的刘建明，在事件逐步升级，而牺牲愈来愈大的状态下，他不能放下执念，渐渐走向成‘魔’之路”；影评人“胡不鬼”认为，片中刘德华本是嫉恶如仇，却“在影片中段被悍匪惨无人道的暴行激发出‘正义之恶’，成为为了维护终极正义而不择手段的‘恐怖天使’”；娱评人“娱乐码头”认为，刘德华在片中实质在一念之间完成了“由佛变魔”的过程，“痛感法律无法制裁罪犯，一时冲动之下做出了妨碍司法公正的行为，为惩戒坏人而制造伪证，被发现后更是“杀人灭口”，从此在内心备受煎熬的情况下开启了反派之路，最终引发了炸毁中环的‘风暴’。”
尽管影片的动作场面和人性刻画获得许多正面肯定，不过也有一些影评人和媒体对影片提出了批评意见，诸如认为反派们短时间内连续实施大动作抢劫行为不符合现实逻辑，大反派的主角由胡军变为吕良伟有些怪异，林家栋与姚晨的爱情不够感人，刘德华全程的演出表情比较单一缺少变化，以及刘德华几乎成了不死之身的超级英雄等方面。

### 票房
中国大陆于12月10日晚上6时至10时在全国过万家3D影院展开大规模的点映。据统计，《风暴》在点映场4小时内取得了过千万收入（约1100万），打破了华语电影超前点映的票房记录。首日入账3315万人民币，首周四天加点映成绩累计1.716亿列第一位，成为中国影史上首日和首周票房最高以及过亿速度最快的华语警匪片。次周收获1.01亿列第二，累计2.72亿。第三周收3350万列第三，累计3.06亿，最终成绩为3.14亿。
香港首周四天收获891万港币列第一位，加上点映成绩为1105万，次周收1118万蝉联冠军，第三周收328万列第四，累计2347万，最终成绩为2433万，位列香港年度华语片第四位（前三为《激战》、《扫毒》和《西游降魔篇》）。新加坡和马来西亚首周各收24.5万与48.2万美金分列第三和第二位，大马次周末收25.3万列第四累计92万，新加坡次周末收9.2万列第五累计42万。台北点映口碑场首周末收125万台币，全台350万；台北首周末收获467万次于《白日梦冒险王》列第二，累计1127万；次周末收237万列第五，累计1586万；第三周末收102万列第八，累计1806万；上映四周累计1901万，台北最终收获1923万新台币，全台4000多万。
| 上一届： 《无人区》           | 2013年中国内地一周票房冠军 第49周（12月9日—12月15日）                            | 下一届： 《私人订制》 |
| 上一届： 《哈比人：荒谷魔龙》 | 2013年香港一週票房冠軍 第50週（12月16日至12月22日） 第51週（12月23日至12月29日） | 下一届： 《救火英雄》 |

## 奖项
| 獎項                   | 類別           | 名字                           | 結果 |
| ---------------------- | -------------- | ------------------------------ | ---- |
| 第12屆华鼎奖           | 十佳华语电影   | 《风暴》                       | 獲獎 |
| 第33屆香港電影金像獎   | 最佳剪接       | 鄺志良、陳忠明                 | 提名 |
| 第33屆香港電影金像獎   | 最佳動作設計   | 錢嘉樂                         | 提名 |
| 第33屆香港電影金像獎   | 最佳視覺效果   | 余國亮、黎文俊、何均洋、林嘉樂 | 提名 |
| 第33屆香港電影金像獎   | 新晉導演       | 袁錦麟                         | 提名 |
| 2014年华语电影传媒大奖 | 最受瞩目电影   | 《风暴》                       | 提名 |
| 2014年华语电影传媒大奖 | 最受瞩目女演员 | 姚晨                           | 獲獎 |
| 第9屆金話梅電影選舉    | 最爛場面       | 佔中1,800秒                    | 提名 |
| 第9屆金話梅電影選舉    | 最爛女主角     | 姚晨                           | 提名 |